# Złoty Potok
Złoty Potok (německy Goldbach) je vesnice na jihozápadě Polska v Dolnoslezském vojvodství, v okrese Lubáň. Leží přibližně 8 kilometrů východně od města Leśna a 3 km jihovýchodně od města Lubáň. Nedaleko se nachází Złotnická přehradní nádrž.

## Historie
Vesnici založili pobělohorší exulanti v druhé polovině 17. století. V historickém, nejvýchodnějším hornolužickém výběžku byly v té době založeny exulanty z příhraničích oblastí Čech a Slezska desítky nových vesnic – mezi ně patřil i Goldbach. V roce 1825 stálo v Goldbachu 40 domů a ani v roce 1840 se počet domů nezměnil.

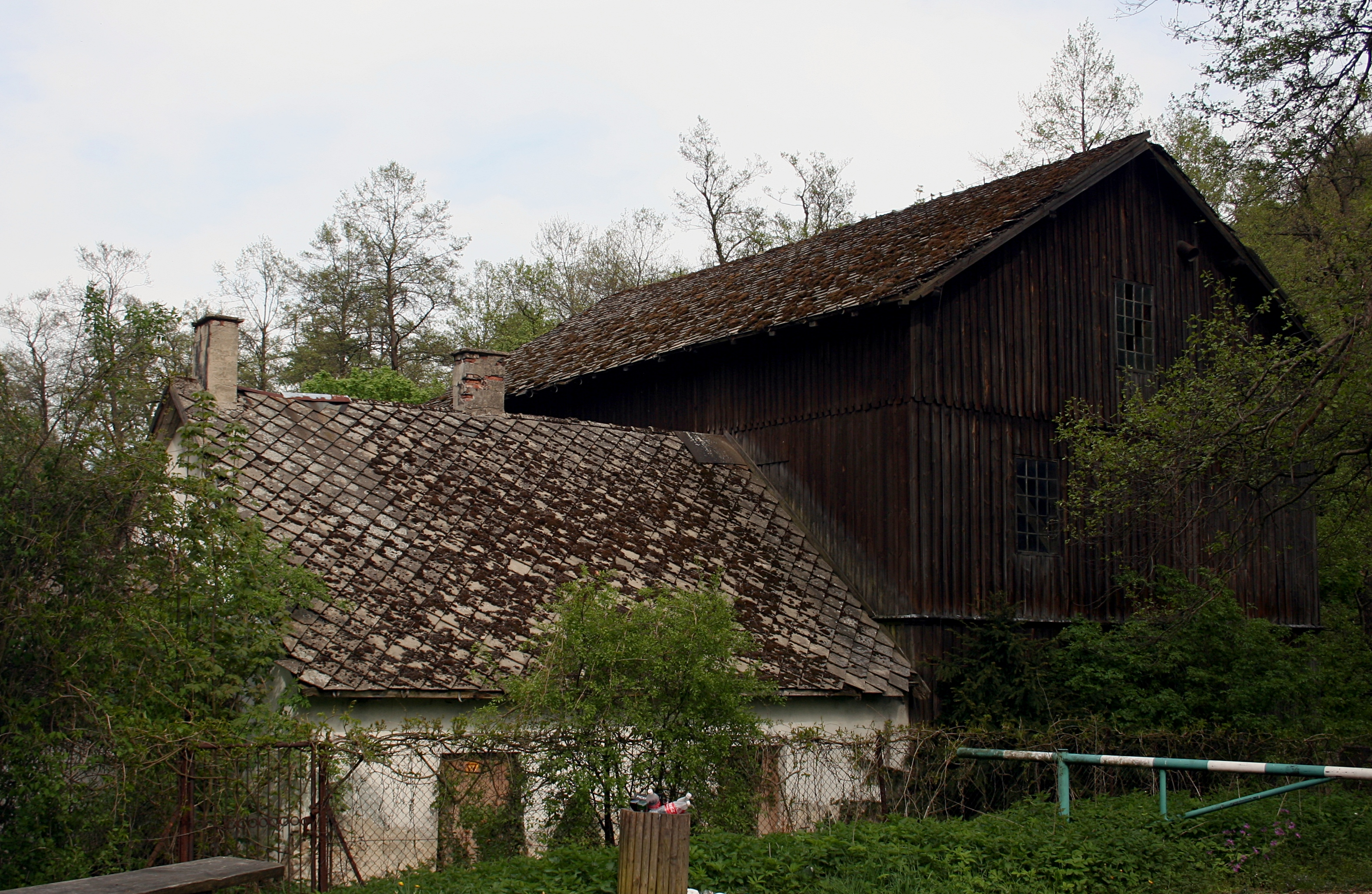
Poslední vodní mlýn v obci (2012)

Po skončení 2. světové války muselo Německo tuto část Lužice přenechat Polsku, které tyto získané vesnice přejmenovávalo, slučoválo a pálilo staré dokumenty připomínající historii těchto míst. Místní obyvatelé (potomci exulantů) –  pokud se nechtěli stát Poláky – museli své usedlostí opustit a Złoty Potok (stejně jako jiné vsi, např. Pobiedna) zchátral. V roce 1988 počet zdejších zemědělských usedlostí klesl na patnáct. V 90. letech došlo k určitému oživení, některé domy se proměnily v letoviska a bylo tu zřízeno nákupní a jezdecké centrum.

## Turistika
Po vybudování přehrady Talsperre Goldentraum (Jezioro Złotnickie) se toto místo stalo turisticky zajímavé. Proto obcí Złoty Potok prochází Stezka dřevěné architektury (Slezské vojvodství), jejíž součástí je zdejší poslední vodní mlýn. 